# Kirill Petrenko
Kirill Petrenko (en ruso: Кирилл Гарриевич Петренко, Kirill Gárrievich Petrenko; Omsk, Unión Soviética, 11 de febrero de 1972) es uno de los más prestigiosos directores de orquesta en la actualidad. El 21 de junio de 2015 fue elegido director de la Orquesta Filarmónica de Berlín que dirige desde 2018. A su vez, desde 2013 es el director Musical General de la Ópera Estatal de Baviera.

## Biografía y carrera
Hijo de un violinista, Petrenko comenzó los estudios de piano en su ciudad natal, debutando con once años. Con dieciocho, marchó a Vorarlberg (Austria) con su familia, donde su padre había conseguido una plaza en la orquesta. Allí finalizó sus estudios con honores. A continuación, empezó a estudiar dirección de orquesta en la Universidad de Música y Arte Dramático de Viena con Uroš Lajovic, recibiendo clases de Myung-Whun Chung, Edward Downes, Ferdinand Leitner, Péter Eötvös, Roberto Carnevale y Semión Bychkov.
Debutó como director de orquesta en 1995 en Vorarlberg con Let's Make an Opera de Benjamin Britten. Entre 1997 y 1999 fue director asistente en la Volksoper de Viena, fecha en que pasó a ser Director Musical General del Südthüringisches Staatstheater de Meiningen (Turingia, Alemania). En 2002 fue nombrado Director de la Ópera Cómica de Berlín, cargo que ostentó hasta 2007. En 2010 fue elegido Director Musical General de la Ópera Estatal de Baviera, tomando posesión del cargo en septiembre de 2013. En junio de 2015 fue elegido por la Filarmónica de Berlín para suceder al frente de esta a Sir Simon Rattle a partir de 2019.
Durante los años en que no tuvo a su cargo ninguna titularidad, Petrenko actuó como director invitado en algunos de los teatros de ópera más importantes del mundo: Wiener Staatsoper, Ópera Estatal de Baviera, Semperoper Dresden, Ópera Nacional de París, Royal Opera House de Londres o Metropolitan Opera House de Nueva York. También ha sido director invitado de importantes orquestas, como la Orquesta Filarmónica de Berlín, Staatskapelle Dresden, Orquesta Sinfónica de la Radio de Baviera, Orquesta Sinfónica de Viena, Orquesta de la Academia Nacional de Santa Cecilia de Roma, Orquesta Filarmónica de Israel, Orquesta de Cleveland y Orquesta Filarmónica de Oslo.

## Repertorio y estilo
Petrenko destaca especialmente por sus interpretaciones de óperas del repertorio ruso, el repertorio sinfónico ruso del siglo XX y las óperas de Richard Wagner y de Richard Strauss. Respecto a la ópera rusa, llevó a cabo con Peter Stein el proyecto de representar en la Ópera de Lyon un ciclo de obras con libreto de Aleksandr Pushkin, que fue interpretado en su totalidad en la primavera de 2010. En el terreno sinfónico, destacan sus interpretaciones de las sinfonías de Shostakóvich y de las obras de Stravinsky, Scriabin y Josef Suk.
Su carrera con Wagner comenzó en 2001, cuando dirigió en Meiningen el ciclo completo de El Anillo del Nibelungo en días consecutivos, recibiendo críticas elogiosas. En 2013 fue elegido para dirigir el Anillo del Bicentenario del nacimiento de Wagner en el Festival de Bayreuth, cosechando un gran éxito y regresando en 2014 y 2015. Interrumpió su colaboración con el Festival debido a sus compromisos con Múnich y Berlín y no poder compaginarlo.
Petrenko es un director muy minucioso y perfeccionista que no escatima horas de ensayo. Sus interpretaciones son musicalmente muy sólidas y demuestran un buen estudio de las obras que interpreta, cargadas de tensión dramática, tempi vivos, gran volumen orquestal, gusto por las sonoridades oscuras, con un destacado registro grave, sobre todo en los metales, y presencia de las maderas.
| Predecesor: Kent Nagano | Director Musical General, Ópera Estatal de Baviera 2013– | Sucesor: en el cargo |